# 4871 Riverside
4871 Riverside (1989 WH1) là một tiểu hành tinh vành đai chính được phát hiện ngày 24 tháng 11 năm 1989 bởi M. Koishikawa ở Ayashi Station.